# Tijs Goldschmidt
Tijs Goldschmidt (Amsterdam, 30 gennaio 1953) è uno scrittore e biologo olandese.
Nel quinquennio 1981-1986 è vissuto in Tanzania, dove ha effettuato un importante studio sui ciclidi del lago Vittoria per conto dell'Università di Leiden.

## Eponimia
Nel 2013 un ciclide del Lago Vittoria, Haplochromis goldschmidti, è stato battezzato in suo onore come riconoscimento per il suo lavoro.

## Opere
- TIJS GOLDSCHMIDT Lo strano caso del Lago Vittoria, Einaudi, 1999, ISBN 9788806149833